# Jonquières, Hérault
Jonquières är en kommun i departementet Hérault i regionen Occitanien i södra Frankrike. Kommunen ligger i kantonen Gignac som tillhör arrondissementet Lodève. År 2022 hade Jonquières 588 invånare.

## Befolkningsutveckling
Antalet invånare i kommunen Jonquières
Referens:INSEE